# Roc del Pou de la Neu
El Roc del Pou de la Neu és una muntanya de 1.286,1 metres situat en el punt de trobada de la termea comunal vallespirenc de Ceret, a la Catalunya del Nord i municipal de Maçanet de Cabrenys, a la comarca catalana de l'Alt Empordà. Està situat al límit sud del terme ceretà i al nord del de Maçanet de Cabrenys. És al costat nord-est del Coll del Pou de la Neu, i al nord-oest del Roc de la Graula.
El Roc del Pou de la Neu és un dels passos obligats per a rutes excursionistes o amb bicicleta de muntanya d'aquest sector dels Pirineus.